# Norwegian Cruise Line
Die Norwegian Cruise Line Corporation Ltd. (NCL) ist eine US-amerikanische Kreuzfahrtreederei mit Sitz in Miami. Sie wurde 1966 gegründet und ist Teil der Norwegian Cruise Line Holdings Ltd., zu der auch die Reedereien Oceania Cruises und Regent Seven Seas Cruises (RSSC) gehören. Stand 2025 ist NCL mit einem Marktanteil von 8,3 % die viertgrößte Kreuzfahrtreederei der Welt.

## Mutterkonzern

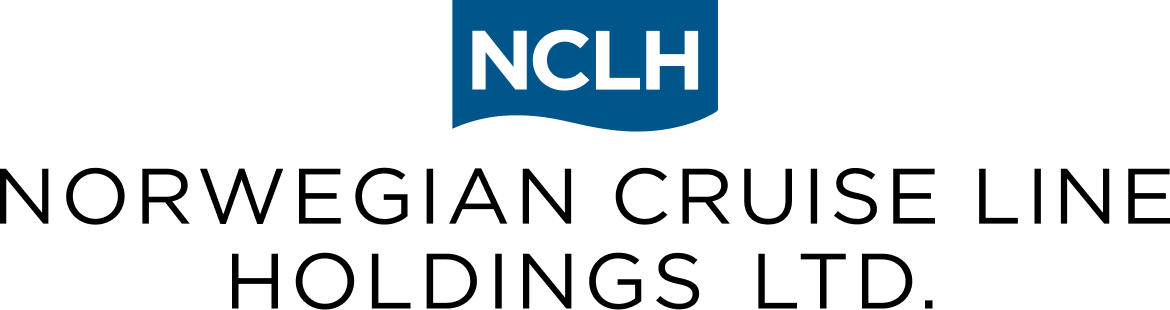
Logo der NCL-Holding

Der Hauptsitz der Norwegian Cruise Line Holdings Ltd. ist in Miami. Für den kontinentaleuropäischen Markt ist die Zweigniederlassung Wiesbaden der NCL (Bahamas) Ltd., Hamilton (Bermuda), verantwortlich. Beschäftigt sind dort rund 90 Mitarbeiter. Der Konzern ist für den Betrieb der Reedereien Norwegian Cruise Line, Oceania Cruises und Regent Seven Seas Cruises verantwortlich.
Stand Juni 2025 sind die Hauptaktionäre der Holding die US-amerikanischen Investmentgesellschaften Capital Group (12,65 %), die Vanguard Group (12,27 %) und BlackRock (6,168 %). In den 2010ern waren unter anderem Genting Hong Kong, Apollo Management und die Texas Pacific Group Anteilseigner gewesen.

## Geschichte

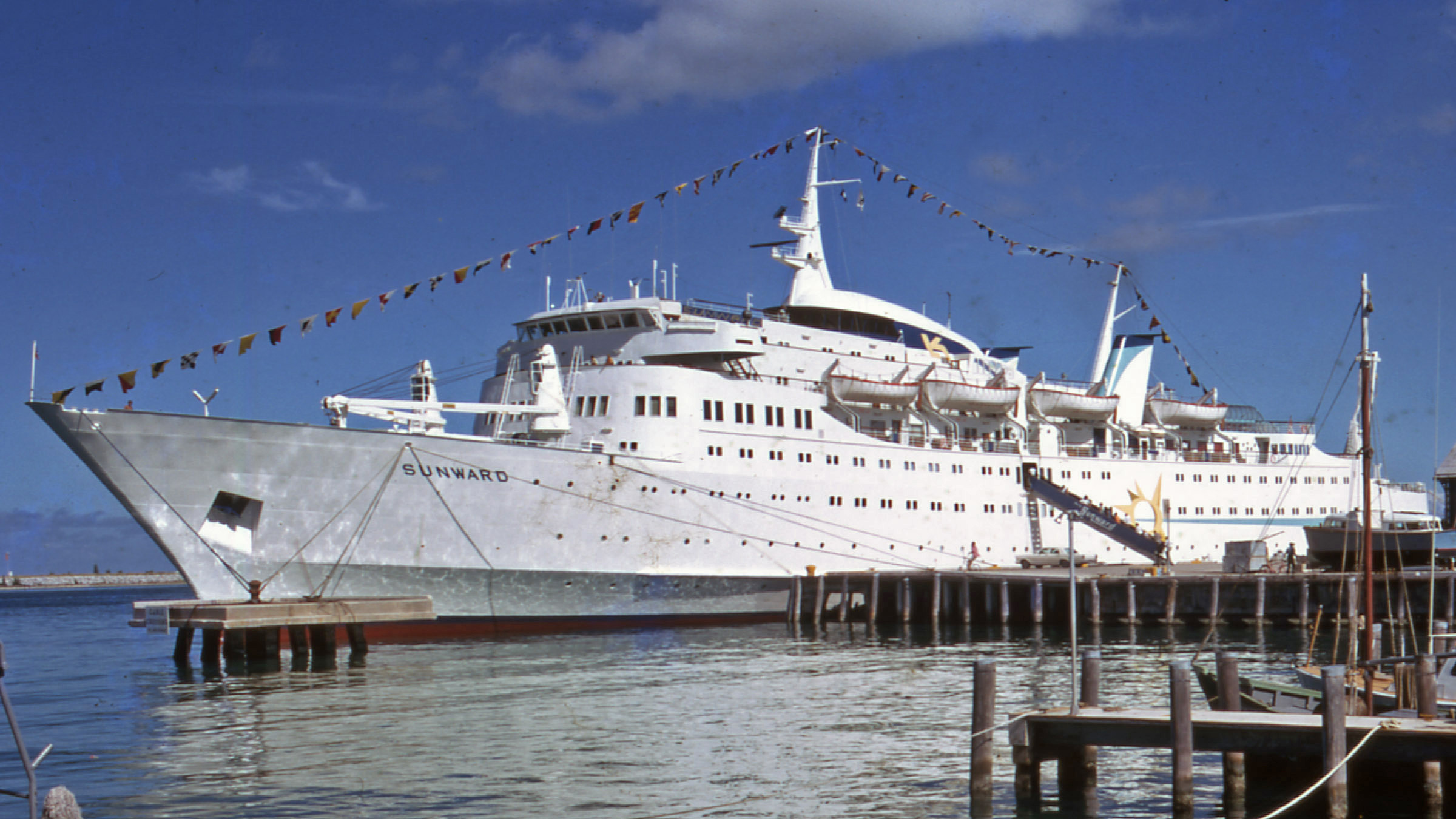
Die Sunward von 1966

1966 gründeten der norwegische Reeder Knut Kloster (Klosters Reederei AS, Oslo) und der israelische Reeder Ted Arison die Norwegian Caribbean Lines AS (NCL), um Karibikkreuzfahrten von Miami aus anzubieten. Zwei Jahre später, 1968, wurde die Starward, das erste Schiff einer neuen Flottengeneration, in Dienst gestellt, 1969 folgte ihr Schwesterschiff Skyward. 1970 und 1971 folgten zwei weitere Schiffe, die Southward und die Sunward II.
Im Laufe der 1970er stieg die NCL zu einer der erfolgreichsten Kreuzfahrtreedereien auf. 1977 übernahm die Norwegian Cruise Line die Insel Great Stirrup Cay, die zu den Berry Islands der Bahamas gehört. 1979 erwarb NCL den ehemaligen Luxusliner France, der bei der Lloyd Werft Bremerhaven zur Norway umgebaut wurde. 1980 wurde die Norway als neues Flaggschiff in die Flotte eingegliedert.

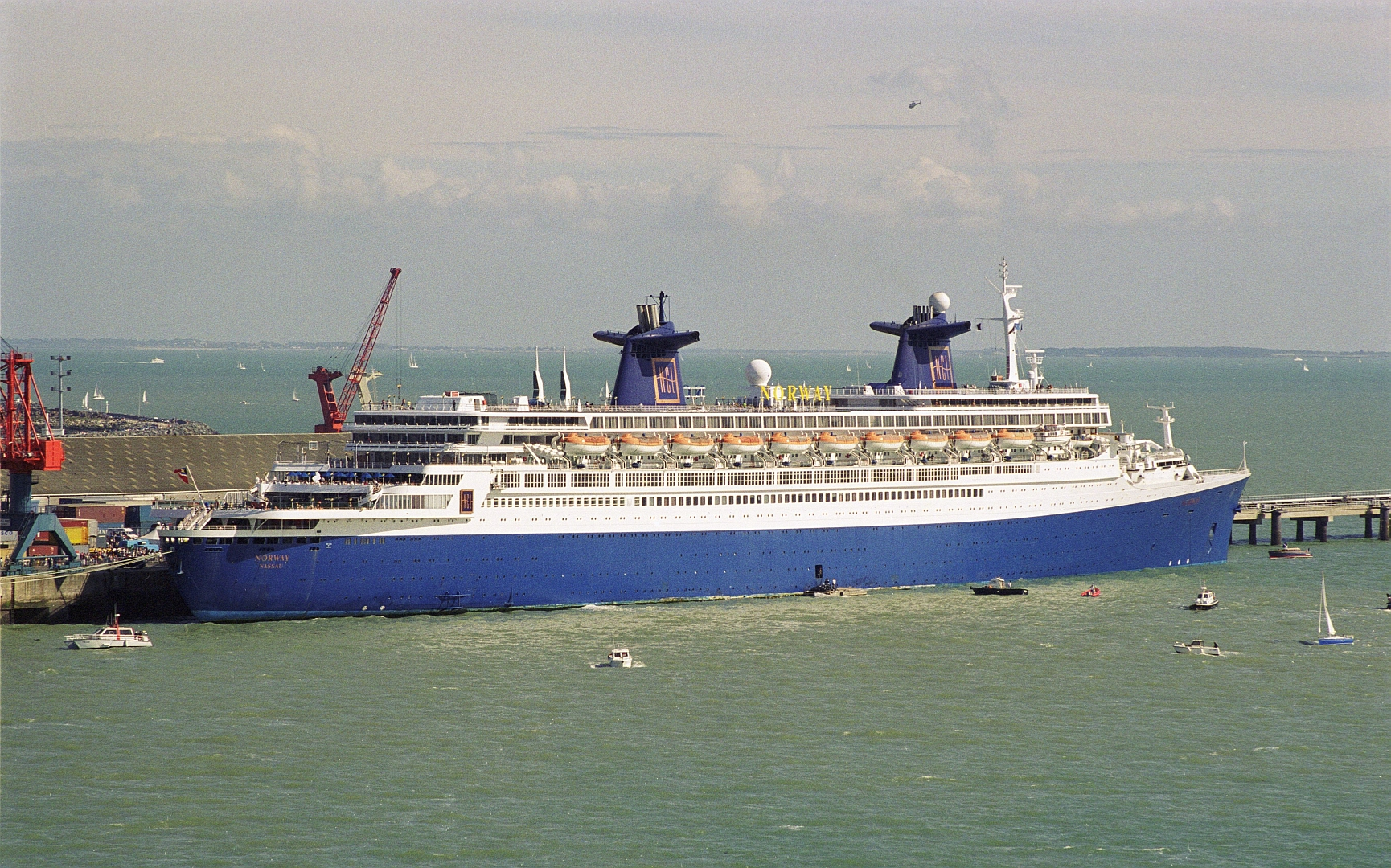
Die Norway (hier nach dem Umbau 1990)

Knut Kloster übernahm 1984 die Royal Viking Line mit ihren drei Kreuzfahrtschiffen Royal Viking Star, Royal Viking Sea und Royal Viking Sky. Die Norwegian Caribbean Lines AS wurde 1987 in Norwegian Cruise Line AS umbenannt, wobei die Abkürzung NCL bestehen blieb. Die Seaward wurde 1988, als das erste Schiff einer neuen, größeren Klasse, in Dienst gestellt. 1992 wurde ein weiteres Schiff in Dienst gestellt, die Dreamward. Dies war das erste Schiff, welches von Fort Lauderdale aus startete.
1993 scheiterte der Versuch von Knut Kloster, die Royal Viking Line und die Royal Cruise Line zu verkaufen; jedoch wurde 1994 die Royal Viking Line mit dem Schiff Royal Viking Sun an die Cunard Line Ltd. verkauft. Nach der Auflösung der Royal Cruise Line, der Entwicklung der NCL zu einer eigenständigen Gesellschaft – welche von nun an als Norwegian Cruise Ltd. firmierte – wurde 1997 die insolvente Majesty Cruise Line mit ihren beiden Schiffen übernommen. 1998 wurde der britische Kreuzfahrtanbieter Orient Lines übernommen, worauf der Umbau der beiden Schiffe Dreamward und Windward durch Einsetzen eines vorgefertigten Mittelteils folgte. Dieser Umbau erhöhte die Kapazität der Schiffe um 40 Prozent, so konnte NCL erstmals mehr als 500.000 Gäste verbuchen.
Im Jahr 1999 wurden erstmals NCL-Aktien an der New Yorker Börse gehandelt. Es wurden mehr als 200 Häfen angelaufen und damit das umfangreichste Kreuzfahrten-Programm in der NCL-Geschichte geboten. Im darauffolgenden Jahr wurde NCL von Star Cruises erworben und diese mit einer Flotte von 18 Schiffen zur drittgrößten Kreuzfahrtgesellschaft weltweit. NCL blieb jedoch als Marke erhalten. Im Mai wurde unter dem Werbenamen Freestyle Cruising ein neues Konzept mit freien Tischzeiten und freier Tischwahl in den Restaurants an Bord der Norwegian Sky eingeführt. Colin Veitch, der Initiator des Konzepts, wurde neuer Geschäftsführer. Die Angebotspalette umfasste 375 Kreuzfahrten in 50 Ländern.

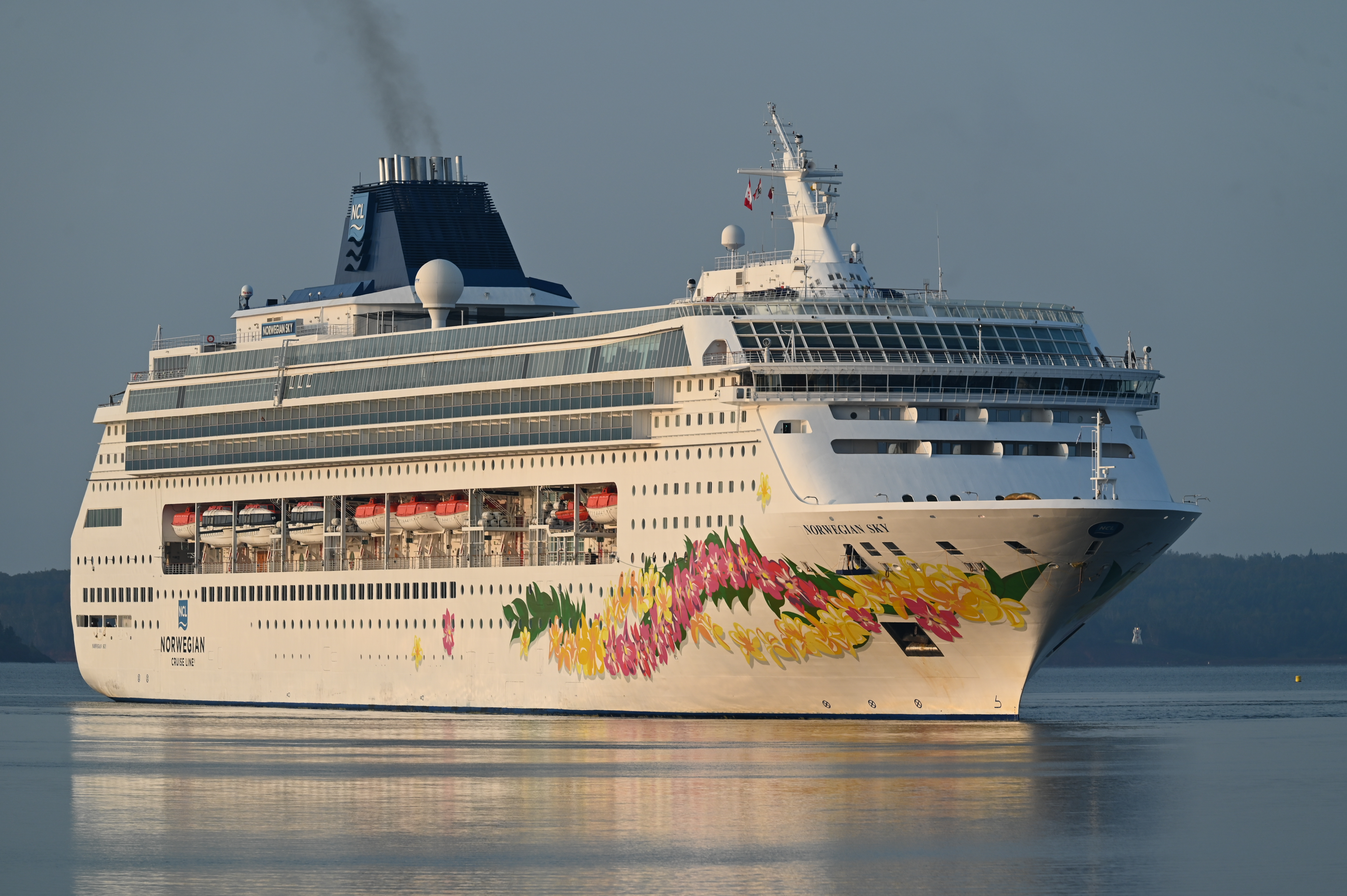
Die Norwegian Sky

2001 erweiterten die speziell auf das Freestyle-Cruising-Konzept ausgerichteten Neubauten Norwegian Sun und Norwegian Star die Flotte. Ein Jahr später wurde ein weiteres auf das Freestyle Cruising-Konzept ausgerichtetes Schiff in Dienst gestellt, die Norwegian Dawn. Außerdem wurden alle NCL-Schiffe sukzessiv zu Freestyle-Cruising-Schiffen umgebaut. Auf ausgewählten Kreuzfahrten wurde 2003 ein deutschsprachiger Gästeservice eingeführt.
Die Marke NCL America wurde 2004 eingeführt. Somit fährt erstmals seit mehr als 50 Jahren ein Schiff unter US-amerikanischer Flagge. Durch Umbau wurde aus der Norwegian Sky die Pride of Aloha. Die SuperStar Leo, ein Schiff der Star Cruises, wurde nach einem Umbau zum modernen Freestyle Cruising Resort und als Norwegian Spirit in die Flotte integriert. Die Online Booking Engine entstand ebenfalls 2004 und ermöglicht es Reisebüros und Reiseveranstaltern, Kreuzfahrten über das Internet zu buchen und zu verwalten.
2005 wurden die bei der Lloyd Werft Bremerhaven gebaute Pride of America sowie die bei der Meyer Werft GmbH gebaute Norwegian Jewel in Dienst gestellt, worauf 2006 die bei der Meyer-Werft gebauten Pride of Hawaii und Norwegian Pearl folgten. Am 1. Oktober 2007 wurde der Neubau Norwegian Gem von der Meyer Werft an die Reederei übergeben.
Im Jahr 2010 wurde die Norwegian Epic von STX France in Dienst gestellt. Es war das zum damaligen Zeitpunkt größte Schiff der Reederei.

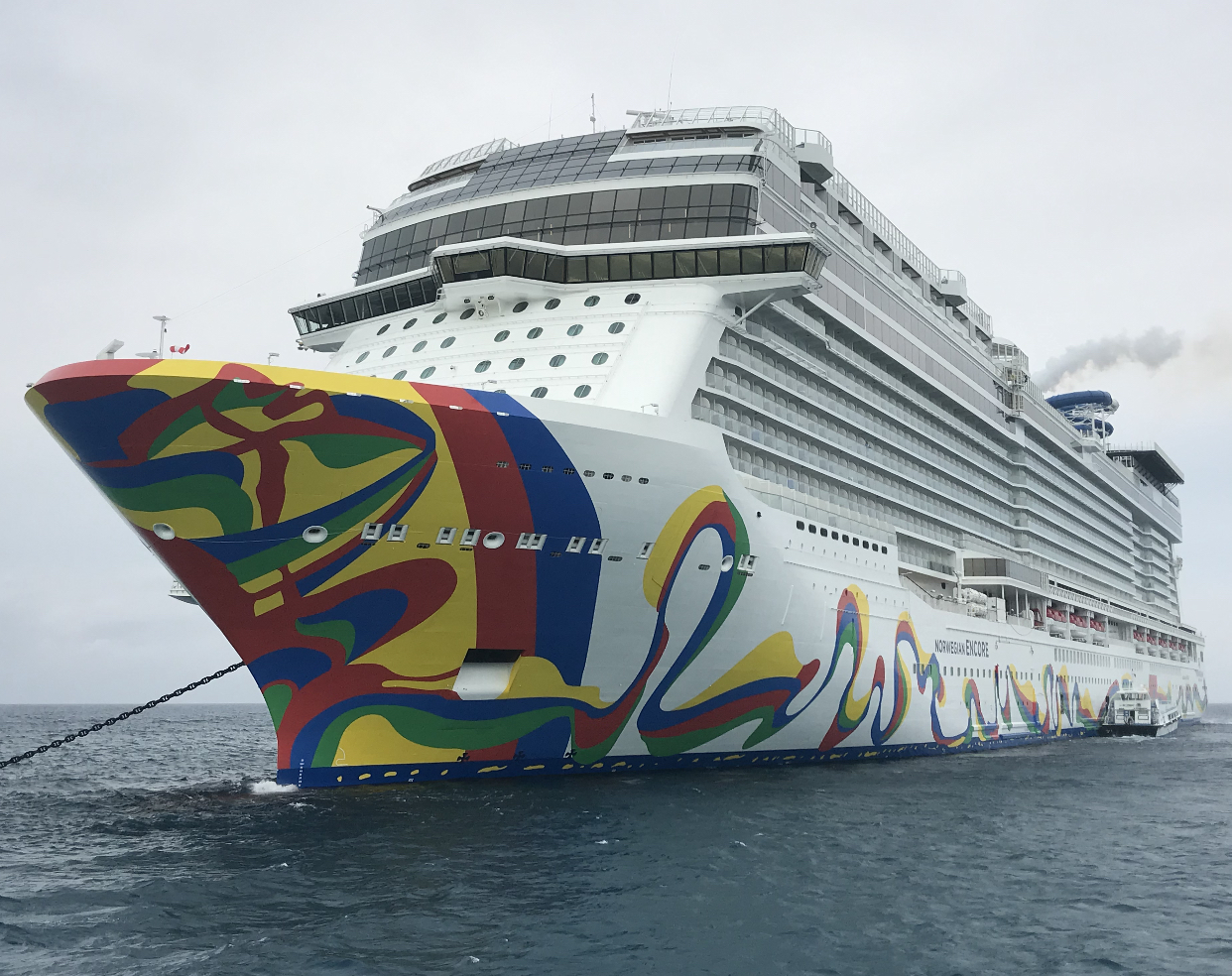
Die Norwegian Encore, 2019 in Dienst gestellt

Im Jahr 2011 wurden zwei weitere Kreuzfahrtschiffe auf der Meyer-Werft in Papenburg bestellt. Die Schiffe heißen Norwegian Breakaway und Norwegian Getaway und haben eine Vermessung von rund 144.000 BRZ. Die Ablieferung der Schiffe erfolgte im April 2013 bzw. im Januar 2014. Beide Schiffe können 4000 Passagiere befördern und waren damit nach der Norwegian Epic die größten Schiffe in der Flotte. Der Neubau Norwegian Getaway wurde drei Monate früher als geplant fertig und konnte ab Miami die Kreuzfahrten in die Karibik entsprechend früher aufnehmen. Im Oktober 2012 gab Norwegian Cruise Line zwei weitere Neubauten in Auftrag. Sie basieren auf der Norwegian Breakaway, sind aber durch ein weiteres Deck mit ca. 165.000 BRZ vermessen. Somit sind sie die größten Schiffe der Flotte und wurden als Norwegian Escape und Norwegian Joy im Oktober 2015, bzw. April 2017 abgeliefert. Im Juli 2014 bestellte NCL zwei weitere Schiffe der Breakaway-Plus-Klasse bei der Meyer Werft in Papenburg. Als erstes wurde 2018 die Norwegian Bliss abgeliefert, 2019 folgte die Norwegian Encore.
Neben weiteren Auszeichnungen erhielt NCL im Jahr 2013 das sechste Mal in Folge den Titel der „Europe's Leading Cruise Line“ der World Travel Awards und wurde im gleichen Jahr das zweite Mal als „World’s Leading Large Ship Cruise Line“ ausgezeichnet.
Bis 2016 sollten auf sechs weiteren Schiffen insgesamt 28 Scrubber (Abgasentschwefelung in der Seeschifffahrt) eingebaut werden. Im März 2013 hatte bereits die Pride of America Scrubber erhalten.

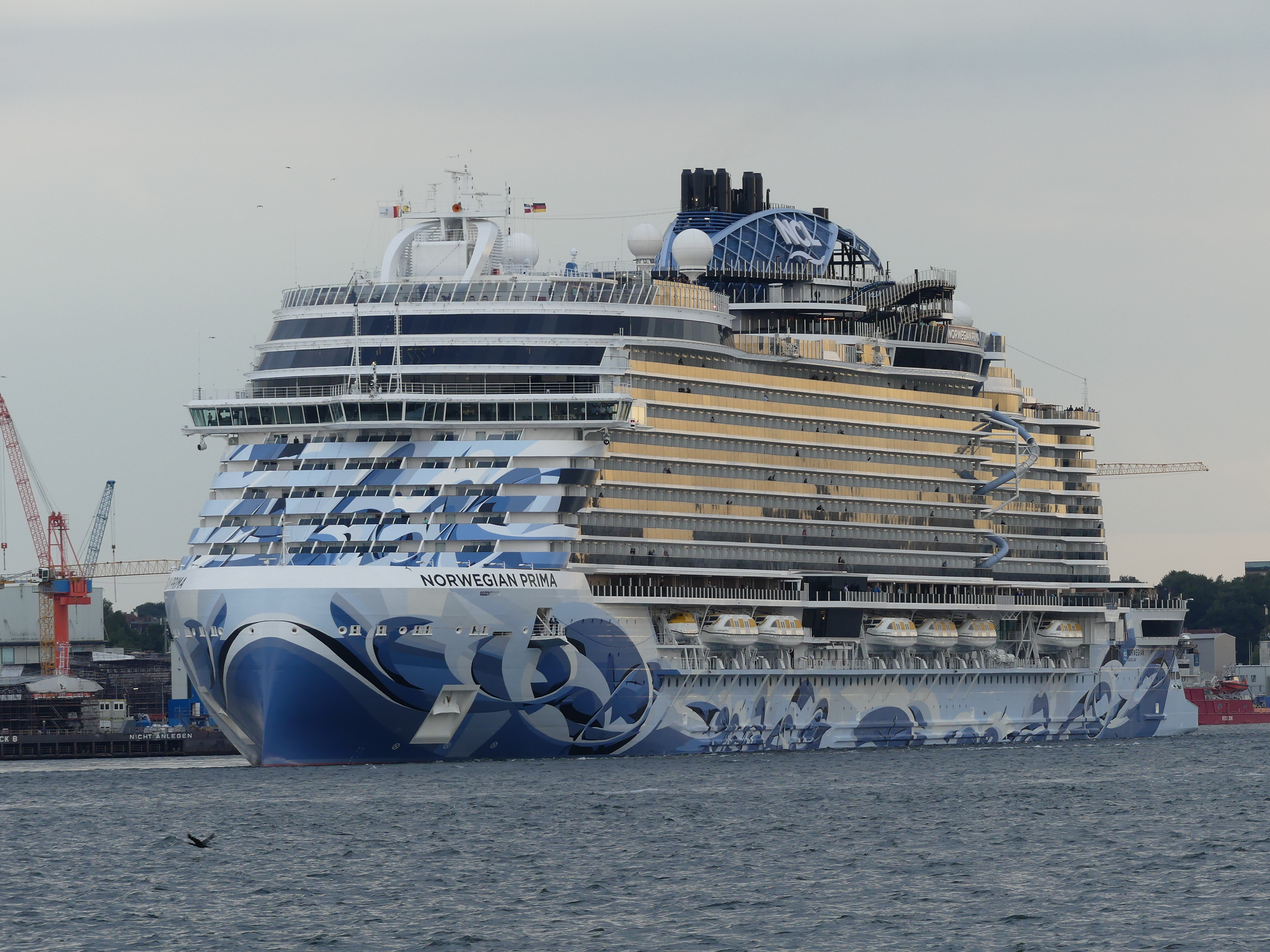
Die Norwegian Prima in Kiel

Im Februar 2017 bestellte NCL bei Fincantieri vier Schiffe, die Prima-Klasse, mit einer Vermessung von rund 140.000 BRZ und geplanter Ablieferung von 2022 bis 2025 bestellt. Optionen über zwei weitere Schiffe mit Indienststellung bis 2027 wurden ebenfalls vereinbart. Beide Schiffe wurden im Juli 2018 fest bestellt. Das erste Schiff, die Norwegian Prima, wurde im Juli 2022 abgeliefert. Das zweite, die Norwegian Viva, folgte im August 2023. Mit der Norwegian Aqua wurde das erste Schiff der Prima-Plus-Klasse am 13. März 2025 an die NCL übergeben. Diese Klasse ist bei 156.300 BRZ Vermessung und 322 Meter Länge etwa 10 % größer als die Prima-Klasse.
Im April 2024 schloss NCL mit Fincantieri einen Vorvertrag über vier neue Schiffe einer neuen Klasse mit einer Vermessung von 200.000 BRZ und bestellte zugleich jeweils für Regent Seven Seas Cruises und für Oceania Cruises zwei neue Schiffe. Die vier Schiffe für die Hauptmarke wurden im Februar 2025 in eine feste Bestellung von Einheiten mit 226.000 BRZ und einer Kapazität von 5.100 Passagieren umgewandelt. Sie wären die größten jemals für die Reederei gebauten Schiffe und sollen im Zwei-Jahres-Abstand von 2030 bis 2036 in Dienst gestellt werden.
Anfang April 2025 gab NCL bekannt, die Norwegian Sky und die Norwegian Sun ab 2026 bzw. 2027 an die indische Reederei Cordelia Cruises verchartern zu wollen.

## Flotte

### Aktuelle Flotte von NCL
| Jahr        | Name                | Vermessung (BRZ) | Bauklasse             | Bauwerft                                                  | Bemerkungen, frühere Namen |
| ----------- | ------------------- | ---------------- | --------------------- | --------------------------------------------------------- | --- |
| 1999        | Norwegian Sky       | 77.104           | Sun-Klasse            | Lloyd Werft, Bremerhaven                                  | geplant als Costa Olympia für Costa Crociere von 2004 bis 2007 als Pride of Aloha bei NCL America soll ab 2026 an Cordelia Cruises verchartert werden |
| 2001        | Norwegian Sun       | 78.309           | Sun-Klasse            | Lloyd Werft, Bremerhaven                                  | soll ab 2027 an Cordelia Cruises verchartert werden                                                                                                   |
| 2001        | Norwegian Star      | 91.740           | Dawn-Klasse           | Meyer Werft, Papenburg                                    | geplant als Superstar Libra für Star Cruises |
| 2002        | Norwegian Dawn      | 92.250           | Dawn-Klasse           | Meyer Werft, Papenburg                                    | geplant als SuperStar Scorpio für Star Cruises |
| 2004 (1998) | Norwegian Spirit    | 75.338           | Leo-Klasse            | Meyer Werft, Papenburg                                    | 1998 ex SuperStar Leo, Star Cruises./2004 an NCL. |
| 2005        | Pride of America    | 80.439           | Project America       | Ingalls Shipbuilding, Pascagoula Lloyd Werft, Bremerhaven | In Dienst bei NCL America Heimathafen Honolulu, USA                                                                                                   |
| 2005        | Norwegian Jewel     | 93.502           | Jewel-Klasse          | Meyer Werft, Papenburg                                    | |
| 2006        | Norwegian Pearl     | 93.530           | Jewel-Klasse          | Meyer Werft, Papenburg                                    | |
| 2007        | Norwegian Gem       | 93.530           | Jewel-Klasse          | Meyer Werft, Papenburg                                    | |
| 2008 (2006) | Norwegian Jade      | 93.558           | Jewel-Klasse          | Meyer Werft, Papenburg                                    | 2006 als Pride of Hawaii für NCL America in Dienst gestellt                                                                                           |
| 2010        | Norwegian Epic      | 155.873          | F3-Klasse             | STX Europe Werft, St. Nazaire                             | Typschiff der Klasse, keine weiteren Schiffe gebaut                                                                                                   |
| 2013        | Norwegian Breakaway | 145.655          | Breakaway-Klasse      | Meyer Werft, Papenburg                                    | |
| 2014        | Norwegian Getaway   | 145.655          | Breakaway-Klasse      | Meyer Werft, Papenburg                                    | |
| 2015        | Norwegian Escape    | 164.998          | Breakaway-Plus-Klasse | Meyer Werft, Papenburg                                    | |
| 2017        | Norwegian Joy       | 167.725          | Breakaway-Plus-Klasse | Meyer Werft, Papenburg                                    | |
| 2018        | Norwegian Bliss     | 168.028          | Breakaway-Plus-Klasse | Meyer Werft, Papenburg                                    | |
| 2019        | Norwegian Encore    | 169.116          | Breakaway-Plus-Klasse | Meyer Werft, Papenburg                                    | |
| 2022        | Norwegian Prima     | 143.535          | Prima-Klasse          | Fincantieri, Marghera                                     | |
| 2023        | Norwegian Viva      | 143.535          | Prima-Klasse          | Fincantieri, Marghera                                     | |
| 2025        | Norwegian Aqua      | 156.300          | Prima-Plus-Klasse     | Fincantieri, Marghera                                     | |

### Ehemalige Flotte von NCL
| Baujahr | Name                      | Dienstzeit bei NCL  | Vermessung | Bauwerft                                 | Status/Schicksal |
| ------- | ------------------------- | ------------------- | ---------- | ---------------------------------------- | --- |
| 1966    | Sunward (I)               | 1966–1973           | 8.666 BRT  | Bergens Mek. Verk. AS, Bergen            | 2004 in Chittagong verschrottet. |
| 1968    | Starward                  | 1968–1995           | 16.245 BRT | AG Weser, Bremen                         | 1995 an Festival Crociere verkauft, Bolero; 2018 in Alang verschrottet. |
| 1969    | Skyward                   | 1969–1991           | 16.245 BRT | AG Weser, Bremen                         | 2021 als Leisure World in Alang verschrottet. |
| 1971    | Southward                 | 1971–1995           | 16.607 BRT | Cant. Navali dell Tirreno, Riva Trigoso  | 1995 an Airtours Cruises verkauft, Seawing; 2013 in Aliağa verschrottet. |
| 1972    | Seaward                   | –                   | 17.042 BRT | Cant. Navali dell Tirreno, Riva Trigoso  | Nie für NCL in Fahrt gekommen; 2016 als Ocean Dream vor Laem Chabang gekentert. |
| 1971    | Sunward II                | 1977–1991           | 14.151 BRT | Rotterdamsche D.D., Rotterdam            | 1971 Cunard Adventurer für Cunard, 1977 an NCL, 1991 an Epirotiki Lines verkauft, Triton; 2014 als Cora in Alang verschrottet. |
| 1961    | Norway                    | 1979–2003           | 76.049 BRT | Chantiers de l’Atlantique, Saint-Nazaire | 1961 als France in Dienst gestellt, CGT, 1979 an NCL, 2003 nach Kesselexplosion außer Dienst. 2008 als Blue Lady in Alang verschrottet. |
| 1988    | Seaward Norwegian Sea     | 1988–1997 1997–2005 | 42.276 BRZ | Wärtsilä AB, Turku                       | 2005 als SuperStar Libra an Star Cruises übertragen. 2022 in Aliağa verschrottet. |
| 1972    | Westward                  | 1991–1994           | 28.492 BRZ | Wärtsilä AB, Turku                       | 1972 als Royal Viking Star für RVL in Dienst gestellt, 1991 an NCL, 1996 verkauft. 2022 in Alang verschrottet. |
| 1973    | Sunward (II)              | 1991–1996           | 28.492 BRZ | Wärtsilä AB, Turku                       | 1973 als Royal Viking Sky für RVL in Dienst gestellt, 1991 an NCL, 1996 verkauft. 2021 in Aliağa verschrottet. |
| 1992    | Dreamward Norwegian Dream | 1998–2008           | 50.764 BRZ | Chantiers de l’Atlantique, Saint-Nazaire | 1992 als Dreamward in Dienst gestellt, 1998 an NCL, dabei von 39.217 auf 50.764 BRZ vergrößert, 2012 am Star Cruises neuer Name: Superstar Gemini. 2022 in Alang verschrottet.                                                                        |
| 1980    | Leeward                   | 1994–2000           | 25.611 BRZ | Finnyards AB, Rauma                      | 1980 als Viking Saga in Dienst gestellt, 1990 ausgebrannt, 1992 Sally Albatross. 2025 in Alang verschrottet. |
| 1988    | Norwegian Crown           | 1996–2007           | 34.242 BRZ | Jos. L. Meyer GmbH, Papenburg            | 1988 als Crown Odyssey für RCL in Dienst gestellt, 1996 an NCL./2006 verkauft, Back-Leasing bis Okt. 2007/2007 als Balmoral an Fred. Olsen Cruise Lines.                                                                                              |
| 1973    | Norwegian Star            | 1997–1998           | 28.518 BRZ | Wärtsilä AB, Turku                       | 1973 als Royal Viking Sea bei Royal Viking Line in Dienst gestellt, 1991 Royal Odyssey, ab danach bei Norwegian Capricorn Line, von 2001 bis 2002 Norwegian Star 1 bei Star Cruises, ab 2004 Albatros bei Phoenix Reisen. 2021 in Alang verschrottet. |
| 1993    | Norwegian Dynasty         | 1997–1999           | 19.089 BRZ | Union Naval de Levante, Valencia         | 1993 als Crown Majesty in Diest gestellt für MCL, 1997 an NCL, von 2001 bis 2024 Braemar bei Fred. Olsen Cruise Lines., heute Privatresidenz-Schiff von Villa Vie Residences                                                                          |
| 1992    | Windward Norwegian Wind   | 1992–1998 1998–2007 | 50.760 BRZ | Chantiers de l’Atlantique, Saint-Nazaire | Ab 2007 SuperStar Aquarius bei Star Cruises. 2022 in Alang verschrottet |
| 1992    | Norwegian Majesty         | 1997–2009           | 32.396 BRZ | Kvaerner-Masa-Yards AB, Turku            | 1992 als Royal Majesty in Dienst gestellt für MCL, 1997 an NCL, zwischenzeitlich für Louis Cruise Lines bzw. Celestyal Cruises und Thomson Cruises, seit 2018 als Crown Iris für Mano Maritime                                                        |
| 1952    | United States             | 2003–2011           | 53.329 BRZ | Newport News SB & DD Co., Newport News   | 1952: USL./2034 an NCL. Am 1. Februar 2011 verkauft an die „SS United States Conservancy“/Status gegenwärtig noch immer unklar. |

## Privatinseln

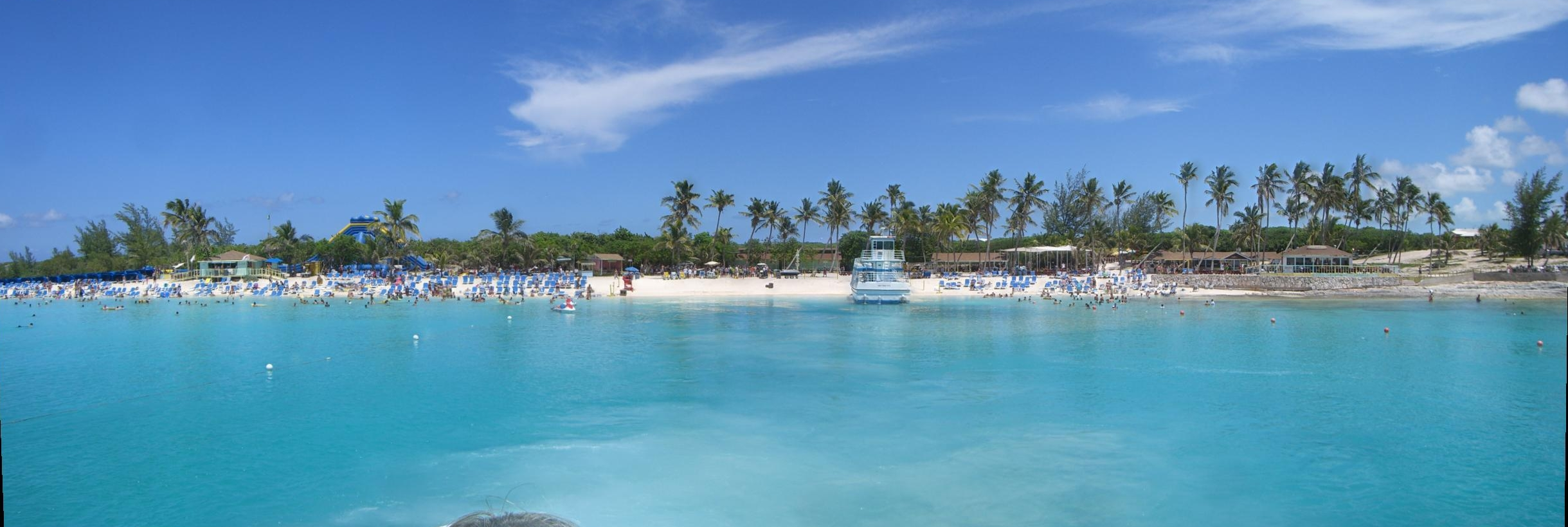
Great Stirrup Cay

Seit 1977 besitzt NCL die Insel Great Stirrup Cay, die zu den Bahamas gehört. Es war damals die erste Kreuzfahrtreederei, die eine Privatinsel in der Karibik betrieb. Dort soll ein Wasserpark errichtet werden. Great Stirrup Cay liegt in unmittelbarer Nachbarschaft zu Coco Cay, der Privatinsel von Royal Caribbean International.
2020 kaufte das Unternehmen die Insel Harvest Caye vor Belize und machte sie zur Privatinsel. Norwegian Cruise Line betreibt auf der Insel ein Resort für seine Kreuzfahrturlauber.

## Kritik
Für weltweit negative Schlagzeilen sorgte eine Kreuzfahrt der Norwegian Spirit im Oktober 2019, als nach mehreren unplanmäßigen Tagen auf hoher See bei teilweisen Windstärken bis Beaufort 11 die Passagiere im Atrium des Schiffes rebellierten. Mehrere Häfen, darunter alle in Island, konnten nicht angefahren werden, Ersatzhäfen waren teilweise geschlossen oder von anderen Schiffen belegt und ein Landgang somit unmöglich. Die Toilettensysteme funktionierten teilweise nicht, Ersatz-Programme an Bord wie ein Wäschereibesuch wurden für 69 Euro p.P. berechnet. Die Reederei bot nach den Tumulten an Bord statt einer Rückerstattung einen Rabatt in Höhe von 25 % auf die nächste Kreuzfahrt an.
Die Flotte der Norwegian Cruise Line wird im Umwelt- und Gesundheitsbericht „2020 Cruise Ship Report Card“ des globalen Umweltschutzbundes Friends of the Earth unter den 18 größten Kreuzfahrtunternehmen der Welt insgesamt als schlecht bewertet. Zu den untersuchten Faktoren zählen die Abwasseraufbereitung, die Reduktion der Luftverschmutzung und die Sicherung der Wasserqualität.